# Porcellio tripolitanus
Porcellio tripolitanus is een pissebed uit de familie Porcellionidae. De wetenschappelijke naam van de soort is voor het eerst geldig gepubliceerd in 1907 door Karl Wilhelm Verhoeff.